# Giovanni Giacomo Imperiale Tartaro
Giovanni Giacomo Imperiale Tartaro a été le 92e doge de Gênes du 25 avril 1617 au 25 avril 1619.